# 薩加河 (莫洛奇納河支流)
薩加河（烏克蘭語：Сага），是烏克蘭的河流，位於該國東南部扎波羅熱州，屬於莫洛奇納河的支流，發源自科斯強季尼夫卡，流經梅利托波爾區，河道全長14公里。